# Verkehrszivilrecht
Das Verkehrszivilrecht ist ein Bereich innerhalb des Verkehrsrechts. Es umfasst vor allem das Verkehrshaftungsrecht und das Verkehrsvertragsrecht. Für beide Bereiche gelten die grundsätzlichen Regeln des Schadensersatzrechts, des Schuldrechts und des Sachenrechts allerdings mit einigen verkehrsrechtlichen Besonderheiten. Im weiteren Sinne werden auch die Verkehrssicherungspflicht und das Reiseverkehrsrecht (unter dem Begriff Reisevertrag) dem Zivilverkehrsrecht als Sonderteilgebiete zugeordnet.

## Verkehrshaftungsrecht
Neben den allgemeinen Regelungen des Schadensersatzrechts der §§ 823 ff BGB (Bürgerliches Gesetzbuch) treten einige Sonderregelungen des StVG (Straßenverkehrsgesetz) und des VVG (Versicherungsvertragsgesetz). Für den Geschädigten eines Verkehrsunfalls können sich Schadensersatzansprüche aus allen drei Gesetzen ergeben. Bei einem Arbeitsunfall sollten wegen des umfangreichen Leistungskatalogs zunächst Ansprüche gegen die gesetzliche Unfallversicherung geprüft werden. Ist der Unfallhergang streitig, kann ein verkehrsanalytisches Gutachten beauftragt werden.

### Gebrauch und Betrieb
Für die Prüfung von Ansprüchen sind Gebrauch und Betrieb voneinander zu unterscheiden. Der Begriff des Betriebs reicht weiter und sollte deshalb zuerst geprüft werden. Betrieb eines Fahrzeuges im Sinne von § 7 StVG liegt vor, wenn sich die typischen Gefahren eines Kraftfahrzeuges ausgewirkt haben. Eine Betriebsgefahr kann noch vorliegen, wenn das Fahrzeug nicht auf öffentlichem Verkehrsraum eingesetzt wird, sie scheidet jedoch aus, wenn das Fahrzeug ordnungsgemäß außerhalb jeden Verkehrsraums abgestellt wird. Betrieb liegt nicht vor, wenn die Fortbewegungs- und Transportfunktion keine Rolle mehr spielt, sondern das Fahrzeug nur noch als Arbeitsmaschine eingesetzt wird. Wird das Fahrzeug aber mit Hilfe einer speziellen Ladevorrichtung entladen, liegt noch Betrieb vor. Stillgelegte Kraftfahrzeuge sind grundsätzlich nicht mehr in Betrieb. Versicherungsrechtlich wird dagegen an den weiter gefassten Begriff des Gebrauchs angeknüpft (vgl. A.1.1.1. AKB). Gebrauch liegt zum Beispiel auch dann vor, wenn Hindernisse beseitigt werden, bevor das Fahrzeug in Betrieb genommen werden kann. Kein Gebrauch liegt vor, wenn kein hinreichender Zusammenhang mehr mit dem Fahrzeug besteht.

### Verschuldenshaftung
In Betracht kommt ein Schadensersatzanspruch nach § 823 BGB aus der „Verschuldenshaftung“, dem Grundprinzip des deutschen Schadensersatzrechts. Diese Haftung umfasst den Ausgleich der Schäden des Geschädigten in unbegrenzter Höhe. Danach haftet der Halter eines Kraftfahrzeugs, wenn er dieses nicht ordnungsgemäß sichert und dadurch ein Fahruntüchtiger es in Gebrauch nehmen kann, der dann einen Unfall verursacht. Gleiches gilt, wenn der Halter das Fahrzeug einem Fahruntüchtigen (z. B. ohne Fahrerlaubnis oder alkoholisiert) überlässt. Der Halter haftet auch für seinen sogenannten Verrichtungsgehilfen (z. B. der Taxiunternehmer für seinen Fahrer) nach § 831 BGB, es sei denn, der Halter kann beweisen, dass er den Fahrer richtig ausgewählt und angewiesen hat (§ 831, Satz 2 BGB). Da das Verschulden des Fahrers nicht vom Geschädigten bewiesen werden muss, kommt es zu einer Umkehr der Beweislast, die sonst beim Geschädigten liegt.
Der Fahrer haftet für vorsätzlich und fahrlässig begangene Unfallverursachungen. Dies liegt z. B. beim Verstoß gegen das Sichtfahrgebot des § 3 StVO vor, wenn dadurch einem anderen Verkehrsteilnehmer ein Schaden entstanden ist. Ein sog. Zurechnungszusammenhang fehlt, wenn ein weiteres Fahrzeug in eine ordnungsgemäß gesicherte Unfallstelle fährt. Auf privaten Verkehrsflächen, wie Betriebshöfen, gilt die StVO nicht unmittelbar. Kommt es hier zu Unfällen, können neben den dort festgelegten Regeln die Grundsätze der StVO aber mittelbar zur Zuordnung der Verursachung herangezogen werden.
Haben Kinder den Unfall verschuldet oder mitverschuldet, gelten zum Teil Haftungsauschlüsse (§§ 828,829,832 BGB). Verursacht ein neunjähriges Kind auf einem Fahrrad einen Unfall, indem es einem Autofahrer die Vorfahrt nimmt, haftet deshalb die Kraftfahrzeughaftpflichtversicherung des Autofahrers für die Schäden des Kindes. Verletzen die Eltern eines Kindes, das einen Schaden verursacht, die Aufsichtspflicht, können sie von dem Geschädigten haftbar gemacht werden (§ 832 Absatz 1 BGB). Die Schadensersatzpflicht des Aufsichtspflichtigen ist aber ausgeschlossen, wenn dieser nach § 832 Absatz 1, Satz 2 BGB seiner Aufsichtspflicht genügte, obwohl es zu einem Schaden kam. Bei einem Fünfjährigen, der auf einem Gehweg fährt, müssen die Eltern nicht jederzeit eingreifen können, um ihrer Aufsichtspflicht zu genügen. Gleiches gilt für einen Acht- oder Neunjährigen, der vom Rad- oder Gehweg auf die Straße wechselt.

### Gefährdungshaftung
Wegen der besonderen Betriebsgefahr eines Kraftfahrzeuges gibt es neben der Verschuldungshaftung aus allgemeinen Grundsätzen auch eine „Gefährdungshaftung“. Danach kann auch eine Haftung in Betracht kommen, ohne dass ein Verschulden vorliegt, wenn die Schäden im Zusammenhang mit dem Betrieb eines Kraftfahrzeugs oder eines Anhängers entstanden sind. Der Halter eines im öffentlichen Verkehrsraum abgestellten LKW haftet auch für Gefahren, die während der Entladung von einem auf den LKW montierten Kran ausgehen, weil Kran und LKW in dem Fall eine haftungsrechtliche Einheit bilden und somit ein Zusammenhang zwischen der Bestimmung als Kraftfahrzeug und einer dem Transport dienenden Maschine vorliegt (§ 1 Abs. 2 StVG). Eine Haftung aus § 7 StVG entfällt, wenn die Gefahren von einem nicht im öffentlichen Verkehrsraum abgestellten Fahrzeug ausgegangen sind oder die Maschine des Fahrzeuges völlig losgelöst von der Fortbewegungs- und Transportfunktion des Fahrzeuges eingesetzt wird.
Der Verletzte eines Verkehrsunfalls kann grundsätzlich gegen den Halter (§ 7 StVG), den Fahrer (§ 18 Absatz 1, Satz 1 StVG) und direkt gegen die gegnerische Kraftfahrzeughaftpflichtversicherung Schadensersatzansprüche (§ 115 Absatz 1 VVG) geltend machen. Dafür müssen einige Bedingungen vorliegen:
- § 7 StVG gilt gemäß § 8 StVG nicht, wenn das Kraftfahrzeug weniger als 20 km/h fahren kann, der Verletzte in dem Betrieb des Kraftfahrzeuges oder des Anhängers tätig war oder Sachen beschädigt wurden, die durch das Fahrzeug befördert wurden (mit Ausnahme der Sachen, die eine beförderte Person bei sich trug oder führte).
- Die direkte Geltendmachung von Schadensersatzansprüchen nach § 115 VVG gegen eine gegnerische Kraftfahrzeughaftpflichtversicherung setzt voraus, dass das Fahrzeug nach den §§ 1,2 PflVG (Pflichtversicherungsgesetz) versichert werden musste und der Unfall nicht vorsätzlich verursacht wurde (§ 103 VVG).
- Wurde der Unfall durch höhere Gewalt verursacht, ist die Haftung ausgeschlossen (§ 7 Absatz 2 StVG).
- Bei einem durch mehrere Kraftfahrzeuge verursachten Unfall ist gemäß § 17 Absatz 1 und 2 StVG eine Haftungsquote nach den jeweiligen Verschuldensbeiträgen der beteiligten Kraftfahrzeuge zu bilden. Das Kraftfahrzeug, für das der Unfall ein unabwendbares Ereignis war, wird nicht an der Haftungsquote beteiligt (§ 17 Absatz 3 StVG).
Die Gefährdungshaftung nach dem StVG ist gemäß § 12 StVG der Höhe nach begrenzt (für Personenschäden 5 Mio. Euro, für Sachschäden 1 Mio. Euro).

### Schadenspositionen
Nimmt ein Geschädigter für die Geltendmachung seiner Schadensersatzansprüche aus einem Verkehrsunfall die Dienste eines Rechtsanwalts in Anspruch, muss die gegnerische Haftpflichtversicherung dessen Gebühren übernehmen. Nach einer Studie der Arbeitsgemeinschaft Verkehrsrecht des DAV (Deutscher Anwaltverein) weiß die Mehrheit der Autofahrer (56 %) nicht, dass die Haftpflichtversicherung des Unfallverursachers die Anwaltskosten des Geschädigten übernehmen muss. Dennoch nehmen nur 45 % der Geschädigten anwaltliche Hilfe in Anspruch, obwohl die Versicherungen ohne anwaltliche Hilfe einen durchschnittlich 20 % geringeren Schadensausgleich zahlen.
Für die Geltendmachung aller Schadenspositionen benötigt der Anwalt, wenn bereits vorhanden, die folgenden Unterlagen:
- Sachverständigengutachten oder Kostenvoranschlag. Die Kosten für ein Sachverständigengutachten sind bei Bagatellschäden nicht erstattungsfähig. Der Bundesgerichtshof hat 2004 entschieden, dass bei Reparaturkosten von 715,00 € ein bloßer Bagatellschaden angenommen werden kann.[6] Die Bagatellgrenze wird aktuell bei etwa 1.000 € bis 1.400 € eingeschätzt.[7] Hier empfiehlt es sich, mit der Haftpflichtversicherung abzustimmen, ob ein Kostenvoranschlag genügt oder ob sie die Kosten für ein Sachverständigengutachten übernehmen.
- Kostenrechnung des Sachverständigen
- Reparaturkostenrechnung: ein Abzug "neu für alt" kommt grundsätzlich nur bei älteren Fahrzeugen und Verschleißteilen in Betracht
- Bescheinigung über Reparaturdauer (für die Geltendmachung von Nutzungsausfall)
- Abschleppkostenrechnung: einerseits hat der Geschädigte das Recht sein nicht mehr fahrtüchtiges oder nicht mehr verkehrssicheres Fahrzeug in die Werkstatt seines Vertrauens abschleppen zu lassen, andererseits hat er eine Schadensminderungspflicht. Als Faustregel gilt, dass ein Abschleppen in eine bis zu 100 km entfernte Fachwerkstatt als noch voll schadensersatzpflichtig gilt.
- Abstellkostenrechnung
- Verschrottungs-/Entsorgungskosten
- Mietwagenrechnung: Grundsätzlich können diese Kosten nur nach dem Normaltarif und nicht nach dem Unfalltarif verlangt werden. Um den Normaltarif herauszufinden, kann auf die Schwacke-Liste oder den Mietpreisspiegel der Fraunhofer-Gesellschaft zurückgegriffen werden. Es kann auch das arithmetische Mittel dieser beiden Werte herangezogen werden (sogenannte „Fracke“-Methode[8]).[9]
- Quittungen/Kaufbelege über beim Unfall beschädigte Gegenstände
- Reisekosten vom Unfallort nach Hause und bei Abholung des Fahrzeugs nach der Reparatur
- An- und Abmeldekosten
- Umbaukosten, zum Beispiel bei behinderungsgerechter Ausstattung (soweit sie nicht als Sonderausstattung bereits vom Sachverständigengutachten erfasst wurden)
- Information über den Schadensfreiheitsrabattverlust der eigenen Kraftfahrzeugversicherung
- Restkraftstoff im Tank ist eine ersatzpflichtige Schadensposition, er muss vom Geschädigten nicht abgesaugt und verwertet werden, wird in der Regel beim Sachverständigengutachten aber nicht als wertbildender Faktor erfasst
- Bild der nicht ablösbaren Autobahnvignette[10]

Hat die geschädigte Person eine Kaskoversicherung kann die Nutzung des Quotenvorrechts (wenn zuerst die Kaskoversicherung in Anspruch genommen wird) oder des umgekehrten Quotenvorrechts (wenn zuerst der Unfallgegner in Anspruch genommen wird) vorteilhaft sein.
Falls noch nicht feststeht, wer für den Unfall verantwortlich ist, sind der Name des gegnerischen Fahrers, das Kennzeichen des gegnerischen Fahrzeugs, Name und Anschrift von Zeugen, Fotos der verunfallten Fahrzeuge am Unfallort sowie Angaben zum genauen Unfallort, Unfallzeitpunkt und den Wetterbedingungen hilfreich.
Selbstverschuldete Unfälle auf der Fahrt zwischen Wohnung und Arbeitsstätte können innerhalb bestimmter Grenzen grundsätzlich als Werbungskosten oder Betriebsausgaben steuerlich anerkannt werden.

### Naturalrestitution oder Geldersatz
Der Geschädigte hat grundsätzlich die Dispositionsfreiheit zu entscheiden, ob er seinen Schaden konkret oder fiktiv abrechnet. Rechnet er fiktiv ab, lässt er sich also seinen Schaden in Geld ersetzen, kann er die Umsatzsteuer auf eine fiktive Reparatur nicht mehr gelten machen. Diese wird nur ersetzt, wenn sie tatsächlich angefallen ist. Einige Schadenspositionen führen regelmäßig zu gerichtlichen Verfahren, über die regional unterschiedlich entschieden werden, je nachdem ob die Geltendmachung als ortsüblich gilt. Bei einer fiktiven Abrechnung können die Kosten einer markengebundenen Fachwerkstatt zu Grunde gelegt werden. Der Geschädigte kann aber auf eine billigere andere Werkstatt verwiesen werden, wenn das für ihn zumutbar ist. Dafür muss die Reparaturmöglichkeit dort technisch gleichwertig sein, das Auto muss älter als drei Jahre sein, ein älteres Auto darf nicht scheckheftgepflegt sein. Die andere Werkstatt muss außerdem für den Geschädigten räumlich mühelos und ohne weiteres zugänglich sein (z. B. lediglich eine Distanz von 3 km vom Wohnort). Ebenfalls umstritten sind Ersatzteilaufschläge (UPE) und Verbringungskosten zu einer Lackierwerkstatt. 
Will der Geschädigte unter bestimmten Voraussetzungen einen Schaden geltend machen, der auch den sogenannten "Integritätsschaden" umfasst (bis maximal 130 Prozent des begutachteten Schadens), muss der Geschädigte die erfolgte Reparatur nachweisen.

### Mitverschulden und Haftungsquoten
Hat ein Verletzter den Unfall und damit seinen eigenen Schaden mitverursacht, wird die Haftung durch das Mitverschulden reduziert (§ 9 StVG verweist dafür auf § 254 BGB). Waren an dem Unfall mehrere Kraftfahrzeuge beteiligt, wird nach § 17 Absatz 1 und 2 StVG eine Haftungsquote gebildet. Diese hängt von den jeweiligen Verursachungsbeiträgen der Unfallbeteiligten ab. Die meisten Verursachungsbeiträge sind Verstöße gegen die Straßenverkehrs-Ordnung. Das verkehrswidrige Verhalten muss dafür einerseits sicher feststehen und sich andererseits kausal auf den Unfall ausgewirkt haben. So kann ein Fahren ohne Fahrerlaubnis ein verkehrswidriges Verhalten sein, welches keine zwingende Ursache für den Unfall sein muss. In einem zweiten Schritt sind die Verursachungsbeiträge gegeneinander abzuwägen. Dies führt zu einer Haftungsquote für die jeweiligen Unfallbeteiligten, welche zusammen 100 Prozent ergeben muss. Haben beispielsweise beide Unfallbeteiligten den Unfall in gleichem Maße verursacht, dann ergibt dies eine Haftungsquote von 1:1 beziehungsweise 50:50. Unabhängig von einem verkehrswidrigen Verhalten ist noch die einfache Betriebsgefahr eines Kraftfahrzeuges zu berücksichtigen. Das führt in der Regel auch ohne eigenen Verkehrsverstoß zu einer Mithaftung von 20 Prozent, außer die Betriebsgefahr tritt bei einem schwerwiegenden Verkehrsverstoß des Unfallgegners ganz zurück, was zu einer Haftung von 100:0 führt.
Die Rechtsprechung hat gewisse Verkehrsverstöße herausgearbeitet, bei denen die Betriebsgefahr des gegnerischen Fahrzeugs typischerweise zurücktritt:
- Auffahrunfall wegen Verstoßes gegen § 4 StVO (Abstandsgebot), typischerweise Haftung des Auffahrenden zu 100 Prozent[25]
- Kollision mit dem Gegenverkehr beim Überholen wegen Verstoßes gegen § 5 Abs. 2 StVO, typischerweise Haftung des Überholenden zu 100 Prozent[26]
- Kollision beim Wenden oder Rückwärtsfahren wegen Verstoßes gegen § 9 Abs. 5 StVO, typischerweise Haftung des Wendenden oder Rückwärtsfahrenden zu 100 Prozent[27]
- Kollision beim Einfahren auf die Fahrbahn in den fließenden Verkehr wegen eines Verstoßes gegen § 10 StVO, typischerweise Haftung des Einfahrenden zu 100 Prozent[28]

Ähnliches gilt bei einem unabwendbaren Ereignis. Keinen Teil der Haftung muss in diesem Fall für das Fahrzeug übernommen werden, für das der Unfall ein unabwendbares Ereignis war (§ 17 Absatz 3 StVG). Das kann nur der Fall sein, wenn man sich wie ein „Idealfahrer“ verhalten hat. Die Einhaltung der Straßenverkehrs-Ordnung genügt dafür nicht. Entscheidend ist dabei nicht nur, ob man wie ein Idealfahrer auf die gefährliche Situation reagiert hat, sondern ob ein Idealfahrer überhaupt in solch eine gefährliche Situation hineingekommen wäre.

### Beweisproblematik

#### Beweis des Unfallhergangs
Um den Unfallhergang zu beweisen, stehen die üblichen Beweismittel zur Verfügung. Ein Sachverständigengutachten kann in Form eines verkehrsanalytischen Gutachtens eingeholt werden. Wurde der Unfallhergang mittels einer Dashcam aufgenommen, kann die Aufnahme im Zivilprozess verwendet werden, auch wenn sie nach dem Datenschutz rechtswidrig erlangt wurde.
Um die Beweisführung zu vereinfachen, hat die Rechtsprechung verschiedene Anscheinsbeweise in Bezug auf typische Unfallkonstellationen entwickelt:
- Bei einem Auffahrunfall spricht der erste Anschein dafür, dass der Auffahrende den Unfall schuldhaft verursacht hat[31]
- Bei einer Kollision bei einem Überholvorgang mit dem Gegenverkehr spricht der erste Anschein dafür, dass der Überholende schuldhaft gegen § 5 Abs. 2 StVO verstoßen hat[32]
- Passiert beim Rückwärtsfahren ein Unfall, spricht der erste Anschein dafür, dass der Rückwärtsfahrende der Sorgfaltspflicht nach § 9 Abs. 5 StVO nicht nachgekommen ist und deshalb den Unfall schuldhaft verursacht hat[33]
- Gegen denjenigen, der aus einem Grundstück auf die Straße mit fließendem Verkehr auffährt, spricht der erste Anschein, dass er die Kollision schuldhaft verursacht hat, weil er gegen § 10 StVO verstoßen hat[34]

#### Beweis des Unfallschadens
War vor einem Unfall bereits ein Vorschaden vorhanden, muss der Geschädigte beweisen, dass dieser zum Unfallzeitpunkt bereits repariert war. Der Geschädigte muss trotz des erwiesenen Unfallhergangs für einen konkret zu ersetzenden Schaden beweisen können, dass dieser zumindest als abgrenzbarer Teil bei dem Unfall entstanden ist.
Wer Schadensersatz ohne erfolgte Reparatur verlangt, rechnet in der Regel auf Grundlage eines privat eingeholten Schadensgutachtens ab. Dabei kann nur der Nettobetrag ohne Mehrwertsteuer verlangt werden (§ 249 Abs. 2 S. 2 BGB).
Nach erfolgter Reparatur kann der Betrag der Werkstattrechnung verlangt werden. Der Schädiger kann nicht geltend machen, dass die Rechnung wegen unwirtschaftlicher oder unsachgemäßer Maßnahmen überhöht sei. Der Geschädigte muss für solch ein Fehlverhalten der Werkstatt nicht einstehen. Deshalb muss der Schädiger das Risiko einer solchen überhöhten Rechnung tragen. Etwas anderes gilt nur, wenn ein konkretes Verschulden bei der Auswahl oder Überwachung der Werkstatt nachgewiesen wird. Im Gegenzug müssen die Rechte gegen die Werkstatt wegen einer möglicherweise überhöhten Rechnung abgetreten werden (Vorteilsausgleich). Wurde die Werkstattrechnung noch nicht bezahlt, kann nach diesen Grundsätzen nur Zahlung an die Werkstatt verlangt werden. Dieselben Grundsätze hat der Bundesgerichtshof auf die Rechnung des Sachverständigen für das Schadensgutachten übertragen.

### Verjährung und Verwirkung
Schadensersatzansprüche verjähren grundsätzlich nach § 195 BGB innerhalb von drei Jahren. Die Verjährungsfrist beginnt nach § 199 Absatz 1 BGB grundsätzlich zum Schluss des Jahres, in dem die Schadensersatzansprüche entstanden sind. Für Personenschäden gilt nach § 199 Absatz 2 BGB grundsätzlich eine Verjährungsfrist von 30 Jahren. Die Verjährung kann durch z. B. durch Anerkenntnis des Schuldners unterbrochen werden. Sie beginnt dann nach § 212 Absatz 1 BGB neu zu laufen. Die Erhebung einer Klage hemmt die Frist nur (§ 204 Absatz 1 Nummer 1 BGB), d. h. die Frist beginnt nicht erneut, sondern der Fristablauf ist während des Klagverfahrens nur ausgesetzt.
Daneben ist als spezielle Verwirkungsvorschrift im Rahmen der Haftpflicht § 15 Abs. 1 S. 1 StVG zu beachten, wonach der Schaden grundsätzlich innerhalb von zwei Monaten dem Ersatzpflichtigen angezeigt worden sein muss. Diese Norm hat allerdings kaum praktische Relevanz, weil solch eine Unfallanzeige nicht nötig ist, wenn der Schädiger selbst von dem Unfall erfahren hat, was in aller Regel der Fall ist.

### Unfälle im Ausland oder mit im Ausland versichertem Kraftfahrzeug
Bei Unfällen im Ausland gilt grundsätzlich das Recht des Staates, in dem der Unfall geschah (Tatortrecht). Sind beide Unfallbeteiligte Deutsche oder haben ihren gewöhnlichen Aufenthalt in Deutschland, gilt deutsches Haftungsrecht (Art. 4 Abs. 2 Rom-II-VO).
Bei Unfällen mit einem im Ausland versicherten Kraftfahrzeug in Deutschland kann der Anwalt des Geschädigten die Ansprüche über das Deutsche Büro Grüne Karte e. V. geltend machen. Verursacht ein ausländisches NATO-Militärfahrzeug den Schaden, ist das Amt für Verteidigungslasten der Adressat für die Geltendmachung der Schadensersatzansprüche.

### Unfälle mit unbekanntem Schädiger
Ist der Verursacher des Verkehrsunfalls und das Kennzeichen seines Fahrzeugs nicht bekannt, können unter Umständen begrenzte Ansprüche gegen den Verein Verkehrsopferhilfe e. V. geltend gemacht werden (§§ 12 ff Pflichtversicherungsgesetz).

## Verkehrsvertragsrecht
Für den Kauf, die Finanzierung (Darlehn, Leasing), die Vermietung, die Reparatur und das Tuning von Fahrzeugen gelten grundsätzlich die Vorschriften des Allgemeinen Schuldrechts, des Kaufrechts, des Darlehensrechts und des Werkvertragrechts. Es gibt aber einige Besonderheiten.

### Kaufrecht
Ansprüche aus Kaufrecht sind grundsätzlich gegenüber dem Verkäufer einer Sache geltend zu machen. Dies ist bei Fahrzeugen in der Regel der Vertragshändler und nicht der Hersteller eines Fahrzeugs. Etwas anderes gilt bei der Herstellergarantie (zur Garantie siehe unten).
Bindungsfristen an Bestellung
Der Verband der Automobilindustrie (VDA) hat Neuwagenverkaufsbedingungen (NWVB) verabschiedet, die in die Kaufverträge über Neuwagen als Allgemeine Geschäftsbedingungen (AGB) in den Vertrag einbezogen werden. Danach ist der Käufer eines neuen PKW an seine Bestellung drei Wochen gebunden. Für den Besteller eines LKW gilt eine Bindungsfrist von sechs Wochen. Nimmt der Besteller den PKW nicht ab, wird ein pauschaler Schadensersatzanspruch von 15 % des Bestellpreises fällig. Beim Kauf eines Gebrauchtwagens beim Händler ist der Käufer maximal 10 Tage (bei Nutzfahrzeugen zwei Wochen) an seine Bestellung gebunden.
Preisangaben und -erhöhungen
Der Preis für ein Fahrzeug auf einer Online-Plattform muss ohne Blick in das "Kleingedruckte" ersichtlich sein. Der beworbene Preis darf nicht am Ende der Werbung unter Vorbehalte, wie die Inzahlungnahme eines alten Fahrzeuges, gestellt werden.
Preiserhöhungen in den ersten vier Monaten nach der Bestellung sind gemäß § 309 Nummer 1 BGB der NWVB nicht zulässig. Nach Ablauf einer Lieferfrist von mehr als vier Monaten sind Preiserhöhungen nur zulässig, wenn die preiserhöhenden Umstände bei Vertragsabschluss noch nicht eingetreten und noch nicht vorhersehbar waren.
Sachmängelhaftungszeit
Die Sachmängelhaftung ist nach Ziffer VII NWVB auf zwei Jahre beschränkt. Einige Hersteller bieten längere Sachmängelhaftungen oder daran grundsätzlich anschließende Garantien, die aber dann meistens durch eine Höchstkilometernutzung begrenzt ist an. Bei einem gewerblichen Verkauf eines gebrauchten Kraftfahrzeugs gilt grundsätzlich ebenfalls eine Sachmangelhaftung von zwei Jahren. Ein Gewährleistungsausschluss bei einem Gebrauchtfahrzeugkauf vom Händler ist gemäß § 475 BGB unwirksam. Die Haftung kann durch die Verkaufsvereinbarung aber auf ein Jahr verkürzt werden. Versucht der gewerbliche Gebrauchtwagenverkäufer mit Klauseln wie „keine Garantie“ oder „gekauft wie besehen“ seine Sachmangelhaftung zu umgehen, gilt somit die grundsätzliche Sachmangelhaftungszeit von zwei Jahren. Beim privaten Verkauf eines gebrauchten Kraftfahrzeuges gilt mangels anderslautender Vereinbarungen ebenfalls eine zweijährige Sachmangelhaftung. Anders als beim gewerblichen Verkauf ist ein vertraglicher Gewährleistungsausschluss beim privaten Verkauf aber zulässig.
Beweislast für Sachmangel
Bei einem innerhalb von sechs Monaten nach Übergang des Fahrzeugs auf den Käufer auftretenden Sachmangel wird nach § 476 BGB vermutet, dass die Sache bereits bei dem Gefahrübergang mangelhaft war. Dies führt zu einer Beweislastumkehr, da sonst grundsätzlich der Käufer einer Sache beweisen muss, dass der Mangel schon bei Gefahrübergang bestanden hat. Der Käufer sollte deshalb nach Möglichkeit einen Mangel innerhalb der Sechsmonatsfrist geltend machen. Will er das Fahrzeug vor Abschluss eines Rechtsstreits über den Mangel weiterverkaufen, sollte er die Beweislage nicht allein durch Reparaturbelege von Werkstätten, sondern möglichst zuvor über ein Selbständiges Beweisverfahren nach § 485 Zivilprozessordnung (ZPO) sichern.
Neuwagen oder Gebrauchtwagen
Als Neuwagen gelten nur Fahrzeuge, die unbenutzt sind, keine Schäden aufweisen, zum aktuellen Modell gehören und vor nicht mehr als 12 Monaten hergestellt worden sind. Fahrzeuge mit Tageszulassung gelten nicht mehr als Neufahrzeuge. Herstellergarantien laufen bereits ab der Tageszulassung.
Sachmangel oder Verschleiß
Ein Gebrauchtwagen, der einen Unfall erlitten hat, gilt auch dann als nicht frei von Sachmängeln im Sinne von § 434 Absatz 1, Satz 2 BGB, wenn er nach dem Unfall fachgerecht repariert wurde. Dagegen ist der normale Verschleiß bei einem Gebrauchtwagen kein Sachmangel. Noch als Sachmangel werden die folgenden Defekte angesehen: Getriebeschaden bei einem Ford mit 115'000 km Laufleistung, da die Lebenserwartung dieses Teils bei 200'000 bis 300'000 km liegt, Feuchtigkeit in einem acht Jahre alten Range Rover mit 101'000 km Laufleistung, Ventilfederabriss bei einem zehn Jahre alten Porsche mit 122'000 km Laufleistung. Nicht als Sachmangel, sondern als Verschleiß gelten: ein defektes Querlenkerlager bei einem zehn Jahre alten BMW 750i mit 240'000 km, Ausfall des Stellmotors einer Klimaanlage bei einem acht Jahre alten Audi A8 mit 87'500 km, der durchgerostete Auspuff bei einem mehrere Jahre alten Auto mit ca. 85'000 km Fahrleistung, auch wenn er vor dem Verkauf gerade die TÜV-Plakette erhalten hat. Selbst bei Vorliegen eines Mangels ist der Händler grundsätzlich nur zur Reparatur verpflichtet, während eine Rücknahmeverpflichtung einen großen Mangel voraussetzt.
Zur Frage ob eine zuvor fehlerhafte Abgasseinrichtung auch nach einem erfolgten Update (siehe Abgasskandal) ein Sachmangel ist, liegt noch keine höchstrichterliche Entscheidung vor. Teilweise wird vertreten, dass ein Sachmangel vorliege, weil ein Entzug der Zulassung des betroffenen Fahrzeugs durch das Kraftfahrt-Bundesamt (KBA) drohe. Die Gegenansicht vertritt die Auffassung, dass für die Zulassung nur auf den Kaufzeitpunkt abzustellen sei und mit der Erfüllung der Euro 5-Norm ein Entzug in nächster Zeit nicht wahrscheinlich sei. Hinsichtlich eines erhöhten Verbrauchs komme es nur darauf an, dass die Laborwerte zum Kaufzeitpunkt erfüllt würden, auch wenn diese nicht realistisch seien, wären diese zum Kaufzeitpunkt der gültige Maßstab gewesen.
Steht im Gebrauchtwagenkaufvertrag, das Fahrzeug ist „fahrbereit“, übernimmt der private Verkäufer damit nicht ohne weiteres die Garantie (§ 443 BGB) dafür, dass das Fahrzeug nach der Übergabe noch über einen längeren Zeitraum oder eine längere Fahrstrecke fahrbereit bleibt.
Ummeldepflicht
Der Käufer ist gemäß § 13 Absatz 4 FZV (Fahrzeugzulassungsverordnung) und aus vertraglicher Nebenpflicht zur unverzüglichen Ummeldung des Fahrzeugs verpflichtet.
Nacherfüllung
Bei Sachmängeln der Kaufsache hat der Käufer zunächst das Recht der Nacherfüllung. Der Nacherfüllungsort ist, wenn vertraglich nichts anderes vereinbart ist, der Verkaufsort. Der Verkäufer kann für die Nacherfüllung zwischen der Nachbesserung und der Ersatzlieferung wählen (§ 439 Absatz 1 BGB). Der Verkäufer kann die vom Käufer vorgenommene Wahl allerdings aus Kostengründen verweigern (§ 439 Absatz 3 BGB). Bei Gebrauchtwagen ist eine Ersatzlieferung grundsätzlich ausgeschlossen. Nimmt der Käufer die Beseitigung des Mangels selbst vor, ohne dem Verkäufer Gelegenheit zur Nacherfüllung zu geben, kann er gegen den Verkäufer grundsätzlich keine weiteren Ansprüche geltend machen. Schlägt eine Ersatzlieferung fehl oder wird sie vom Verkäufer zu Unrecht verweigert, kann der Käufer seine sekundären Rechte geltend machen. Gleiches gilt für eine Nachbesserung, die fehlschlägt (umstritten ist, ob dem Verkäufer dafür ein oder zwei Versuche zustehen), vom Verkäufer verweigert wird oder unzumutbar ist. Hat sich der Käufer bei einem Neuwagen auf die Nachbesserung eines Lackschadens eingelassen und schlägt die Nachbesserung fehl, weil der Lackschaden danach noch immer sichtbar ist, kann der Käufer deshalb vom Vertrag zurücktreten. Ob beim sogenannten Abgasskandal ein Softwareupdate eine geeignete und zumutbare Nacherfüllung darstellt, wird teilweise mit der Begründung bestritten, dass ein Softwareupdate einen erhöhten Verbrauch nach sich ziehe und zudem Langzeitschäden durch das Softwareupdate zu befürchten seien. Das KBA (Kraftfahrtbundesamt) geht bislang allerdings nicht von Langzeitschäden durch das Update aus. Der BGH tendiert in einem Hinweisbeschluss zu einem der sog. „Abgassskandalfälle“ dazu, dass dem Käufer eines betroffenen Fahrzeuges der Anspruch auf eine Ersatzlieferung eines neuwertigen Fahrzeuges nicht schon auf Grund zwischenzeitlichen Modellwechsels beim Hersteller verwehrt ist. Der Verkäufer kann die Ersatzlieferung aber verweigern, wenn diese mit unverhältnismäßigen Kosten verbunden ist.
Rücktritt, Minderung, Schadensersatz
Zu den sekundären Käuferrechten gehören der Rücktritt vom Kaufvertrag, die Minderung des Kaufpreises (§ 441 BGB), der Schadensersatz und der Aufwendungsersatz. Ggf. können auch Rücktritt und Schadensersatz nebeneinander verlangt werden. Bei nur geringfügigen Mängeln ist der Rücktritt ausgeschlossen (§ 323 Abs. 5, S. 2 BGB). Eine Abweichung des tatsächlichen Kraftstoffverbrauchs um weniger als 10 % von den Herstellerangaben ist nur ein geringer Mangel. Der von den Herstellern zugesicherte Kraftstoffnormverbrauch wird allerdings in einem festgelegten Verfahren unter Laborbedingungen ermittelt, der den Bedingungen im Straßenverkehr nicht entspricht und grundsätzlich zu günstigeren Verbrauchsangaben gelangt. Um einen Sachmangel wegen erhöhten Kraftstoffverbrauchs nachzuweisen, müsste nach der derzeitigen Rechtslage ein Sachverständigengutachten die Messungen zu den Bedingungen dieses technischen Verfahrens zu Grunde legen und nicht die im normalen Gebrauch des Fahrzeugs. Kommt es zu einem wirksamen Rücktritt vom Kaufvertrag, hat der Verkäufer den Kaufpreis bei Abzug einer Nutzungsentschädigung zu erstatten und der Käufer das Fahrzeug zurückzugeben. Für die Berechnung des Nutzungsentgelts wird eine fiktive Gesamtlaufleistung mit der vom Käufer tatsächlich gefahrenen Strecke in ein Verhältnis gesetzt. Nimmt das Gericht für ein Fahrzeug eine Gesamtlaufleistung von 250'000 Kilometer an und hat der Käufer das Fahrzeug bereits 50'000 Kilometer bei der Rückabwicklung gefahren, beträgt das Nutzungsentgelt 20 Prozent des Kaufpreises. Beim sogenannten Abgasskandal soll vereinzelt vertreten worden sein, dass die Käufer keine Nutzungsentschädigung von der Kaufpreiserstattung hinnehmen müssten, weil der Hersteller sittenwidrig gehandelt habe. Wird der Käufer eines Gebrauchtwagens im Inserat mit der Beschreibung "scheckheftgepflegt" getäuscht, handelt es sich um ein wertbildendes Merkmal, das den Käufer zum Rücktritt berechtigt. Auf eine vormalige Nutzung als Mietwagen muss ein Autohaus bei einem Gebrauchtwagenangebot von sich aus hinweisen, weil es sich um einen wertbildenden Faktor handelt.
Garantie und Produkthaftungsgesetz
Neben die vorgenannten gesetzlichen Käuferrechte bei Sachmängeln können die vertraglichen Rechte aus Garantie (§ 443 BGB) treten. Ansprüche aus Garantie sind gegenüber demjenigen geltend zu machen, der die Garantie gegeben hat. Es sind somit vor allem Hersteller- und Verkäufergarantie voneinander zu unterscheiden. Garantieansprüche werden vom Hersteller in der Regel auf Mängelbeseitigung beschränkt. Damit können Schadensersatzansprüche und Rücktritt grundsätzlich nicht auf eine Garantie des Herstellers gestützt werden. Der Vorteil der Herstellergarantie gegenüber der gesetzlichen Sachmängelhaftung ist aber, dass der Käufer nicht beweisen muss, dass der Sachmangel schon bei Gefahrübergang (Auslieferung des Fahrzeugs an ihn) bereits vorhanden war. Ein Sonderfall ist die sogenannte „Mobilitätsgarantie“, die häufig auch als „Versicherungsleistung“ bezeichnet wird, aber keine Versicherung im Sinne des Versicherungsvertragsgesetzes ist. Im Regelfall wird hier neben der Pannenhilfe im engeren Sinn auch die Bereitstellung eines Ersatzfahrzeugs für die Reparaturzeit versprochen. Ansprüche aus Produkthaftungsgesetz kommen nur in Betracht, wenn durch den Mangel des Fahrzeugs eine Person getötet oder verletzt oder eine andere Sache als das Fahrzeug beschädigt wird (§ 1 Produkthaftungsgesetz). Wird ein Gebrauchtfahrzeug fälschlicherweise mit der Beschreibung „inklusive Herstellergarantie“ beworben, liegt ein Sachmangel vor, da ein zugesagtes Beschaffensheitsmerkmal fehlt. Das kann dem Käufer u. U. auch den Rücktritt vom Kaufvertrag eröffnen.
Privater Verkauf
Ist ein (privater) Verkäufer nicht als Halter in die Fahrzeugpapiere eingetragen, muss der Käufer von sich aus prüfen, ob der Verkäufer zum Verkauf berechtigt ist. Der Besitz der Fahrzeugpapiere und der Schlüssel genügen nicht als Nachweis für einen gutgläubigen Erwerb. Kommt es bei einer Probefahrt zu einem Schaden, haftet der potentielle Käufer auch für leichte Fahrlässigkeit. Eine auch nur stillschweigende Haftungsbeschränkung kommt zumindest bei einem privaten Verkäufer nicht in Betracht. Der private Verkäufer eines Kraftfahrzeuges haftet auch gegenüber einem Kfz-Händler für falsche Zusicherungen. Der Zusatz im Kaufvertrag „gekauft wie besehen“ schließt nur die Haftung für auch für Laien sichtbare, nicht aber für verdeckte Sachmängel aus. Das gilt auch für Fälle, bei denen den Verkäufern der Sachmangel selbst nicht bekannt war. Wirksam ist aber ein in den Vertrag aufgenommener umfassender Haftungsausschluss für alle dem Verkäufer nicht bekannten Mängel. Tritt ein gewerblicher Verkäufer nur als Vermittler zwischen einem privaten Verkäufer und einem Käufer auf, kann die Gewährleistung ausgeschlossen werden. Ist aber zunächst der Anschein entstanden, der gewerbliche Verkäufer verkaufe in eigenem Namen und wird der Käufer der Verbraucher ist von der Vermittlerstellung des Unternehmers überrascht und überrumpelt, gilt der Unternehmer als Verkäufer. Schiebt der gewerbliche Verkäufer einen Verbraucher als Verkäufer vor, um das Fahrzeug unter Ausschluss der Mängel zu verkaufen, so richten sich die Ansprüche des Käufers aus Sachmängeln gegen den Unternehmer.

### Versicherungsrecht
Neben der Kraftfahrzeughaftpflichtversicherung, die im Schadensfall zwar auch der Überforderung des Versicherten, aber in erster Linie der Absicherung von Geschädigten dient, soll die Kaskoversicherung die Sachschäden des Versicherten abdecken. Die Kaskoversicherung ist ein Fall der Sachversicherung. Sie kann als Vollkasko- oder mit geringerem Versicherungsschutz als Teilkaskoversicherung abgeschlossen werden. Die Vollkaskoversicherung deckt auch selbstverschuldete Schäden, soweit diese nicht vorsätzlich oder grob fahrlässig verursacht wurden (§ 81 Versicherungsvertragsgesetz) und es sich um einen durch Unfall verursachten Schaden handelt. Eine Eintrittspflicht der Versicherung besteht grundsätzlich nicht bei einem Betriebsschaden, der durch einen rein inneren Vorgang, ohne plötzliche mechanische Einwirkung von außen entstanden ist. Abnutzungsschäden gelten nicht als Unfallschäden, da sie nicht plötzlich eintreten und als kalkulierbare Schäden nicht zu den typischen Versicherungsbereichen gehören. Die Fahrerschutzversicherung ist eine freiwillige Versicherung für Personenschäden des Fahrers bei selbstverschuldeten Unfällen.
Ein vierter für den Verkehrsbereich wesentlicher Fall des Versicherungsrechts ist die Verkehrsrechtsschutzversicherung. Sie unterliegt in Deutschland den Vorschriften der §§ 125 bis 129 Versicherungsvertragsgesetz.
Der Versicherte sollte einen Verkehrsunfall mit Schäden unbedingt innerhalb einer Woche seinem Kfz-Haftpflichtversicherer melden (Obliegenheit des Versicherten nach E.2.1 Allgemeine Bedingungen für Kfz-Versicherung, AKB 2008). Unterlässt er dies, kann die Versicherung bei ihrem Versicherungsnehmer Regress nehmen (§ 6 Kraftfahrzeug-Pflichtversicherungsverordnung, KfzPflVV). Die Leistungspflicht zum Ausgleich von Schäden gegenüber einem anderen Verkehrsteilnehmer betrifft dies aber nicht.
Nach der Ersten Richtlinie über die Kraftfahrzeug-Haftpflichtversicherung (72/166/EWG) in der Europäischen Union muss auch für ein privat abgestelltes und nicht mehr genutztes Kraftfahrzeug eine Haftpflichtversicherung unterhalten werden, solange das Fahrzeug nicht offiziell stillgelegt ist.